# 鮑曼斯阿迪申 (馬里蘭州)
鮑曼斯阿迪申（英語：Bowmans Addition）是位於美國馬里蘭州亞利加尼縣的一個普查規定居民點。

## 人口
根據2020年美國人口普查的數據，鮑曼斯阿迪申的面積為2.90平方千米，當中陸地面積為2.90平方千米，而水域面積為0.00平方千米。當地共有人口584人，而人口密度為每平方千米201.38人。